# 全国女子囲棋国手戦
全国女子囲棋国手戦（ぜんこくじょしいきこくしゅせん、全国女子围棋国手赛）は、中国の囲碁の女流棋士による棋戦。2012年に創設。陝西省で行われる。
第3期は、白水苹果杯中国女子囲棋国手戦（白水苹果杯中国女子围棋国手赛）。
- 主催 中国囲棋協会、陝西省体育局、(2期) 咸陽市人民政府、(3期)渭南市人民政府
- 共催 陝西省社会体育官吏センター、陝西省囲棋協会、陝西省天元棋院、(2期) 咸陽市体育局、(3期)渭南市体育局、渭南市体育総会、白水県人民政府
- 協力 (2期)咸陽海泉湾大酒店、咸陽市囲棋協会、西安市雁塔区囲棋協会
- 協賛 陝西紋枰囲棋文化伝播有限公司
- 優勝賞金 (1-2期)15万元、(3期)20万元

出場棋士は、国内棋戦優勝経験者、三大棋戦で2戦以上の出場者、中国囲棋協会と陝西省の棋士ランキング上位者、及びスポンサー推薦棋士で、アマチュア1名を含む24名。第3期は16名。
試合はトーナメント制で行う。持時間は各1時間、使い切ると1手60秒の秒読み。
第1期優勝の孔祥明は、27年ぶりの棋戦優勝となった。

## 歴代成績
（左から優勝者、準優勝者、()内は1-2期は3-4位、3期はベスト4）
- 1期 2012年 孔祥明 - 李赫（於之瑩、曹又尹）
- 2期 2013年 魯佳 - 范蔚菁（唐奕、王晨星）
- 3期 2023年 於之瑩 - 周泓余（趙奕斐、陸敏全）